# Битка код Сиди Боу Зида
Битка код Сиди Боу Зида (Unternehmen Frühlingswind / Операција Пролећни Ветар) одржана је током кампање у Тунису од 14. до 17. фебруара 1943. године, у Другом светском рату. Битка је вођена око Сиди Боу Зида, где су велики број америчких јединица потукле немачке и италијанске снаге. То је резултирало освајањем стратешког града Сбеитла у централном Тунису од снага Осовине. Успех у Сиди Боу Зиду био је преокренут у априлу контранападима британских и америчких снага. Немци су планирали ову битку као дводелну офанзивно-одбрамбену операцију против америчких позиција у западном Тунису.
Генерал Ханс-Јирген фон Арним имао је неколико искусних борбених јединица, укључујући и 10. оклопну дивизију и 21. оклопну дивизију 5. оклопне армије, које би напредовале на север и запад ка Касеринском пролазу, док је друга борбена група напала Сиди Боу Зид из југу. Суочавање са нападом је био 2. корпус САД (генерал-мајор Лојд Фредендал). За неколико дана, напад Осовине присилио је 2. амерички корпус да преузме нове одбрамбене позиције испред пролаза Сбиба. Тада су војници Осовине добили времена да консолидују своју нову линију фронта западно од Сбеитле. Успех офанзиве навео је немачку високу команду да закључи да су, упркос томе што су добро опремљене, америчке снаге недорасле искусним борбеним трупама Осовине.

## Позадина
Америчке и британске снаге пристале су на неколико тачака дуж обале француског Марока и Алжира 8. новембра 1942. године, током операције Бакља. Ово је дошло само неколико дана након продора Британске Осме армије (генерал-потпуковник Сир Бернард Монтгомери) након Друге битке код Ел Аламеина. Као одговор, немачке и италијанске трупе су пребачене са Сицилије да окупирају Тунис, једно од ретких лако одбрањивих подручја Северне Африке и једну ноћ пловидбе из база на Сицилији. Овај кратки пролаз је веома отежао савезничким бродовима да пресретну транспорте Осовине, док је ваздушно пресретање једнако отежано, јер је најближа аеродромска база Савезника Тунису, на Малти, била далеко више од 320 km.
Трка за Тунис у новембру и децембру 1942. је термин за покушај Савезника да се до Туниса дође пре доласка њемачких и италијански појачања. Због лоших путних и железничких комуникација, могао је бити пребачен само мали део савезничке војске, величине једне дивизије, а на одличном одбрамбеном терену мали број немачких и италијанских трупа био је довољан да порази тај покушај. Јачање савезничких снага настављено је, више авиона је постало доступно и изграђени су нови аеродроми у источном Алжиру и Тунису. Савезници су смањили проток војника и опреме Осовине у Тунис и Бизерту, али значајна сила Осовине већ је била искрцана.
Дана 23. јануара 1943. Осма армија је заузела Триполи, главну базу снабдевања Ервина Ромела. Ромел је планирао за то, пребацивши своју линију снабдевања у Тунис и намеравајући да блокира јужни приступ Тунису, из Триполија, у Габесу. Линија Марет, коју је Француска изградила за заштиту од италијанског напада из Либије, била је
... линија застарјелих француских бункера, која ни на који начин није планирана према стандардима који су захтевали савремени ратови....— Ромел
Савезничке снаге су већ прешле планине Атлас и поставиле истурену базу на Фаиду, у подножју источног крака планина, изврсну позицију да продру на обалу, одсеку снаге Осовине у јужном Тунису од снага даље на северу, и прекину линију снабдевања Туниса.

## Увод
Ервин Ромел је направио планове да се снаге Осовине повуку преко Либије и да се укопају испред старих француских утврђења линије Марет. Снаге Осовине би контролисале два природна улаза у Тунис на северу и југу, са лако одбрањивим планинским пролазима између њих. У јануару су ти делови немачко-италијанске Оклопне армије на одбрани Марета преименовани у Прву италијанску армију (генерал Ђовани Месе), одвојени од јединица (укључујући остатке Африка Корпуса) насупрот Западног Дорзала. Дана 23. јануара 1943. године, Осма армија је заузела Триполи, док је војска Осовине која се повлачила кроз Либију већ била на путу ка позицији Марета. Део 2. корпуса САД прешао је у Тунис кроз пролазе на планинама Атлас из Алжира, контролишући унутрашњост троугла који су формирале планине. Њихов положај подстакао је могућност продора источно према Сфаксу на обали, како би од Арнимових снага на северу око Туниса одсекли Прву италијанску армију у Марету. Ромел није могао то да дозволи и направио је план за противнапад.

## Битка

### Пролаз Фаида
Дана 30. јануара 1943. немачка 21. оклопна и три италијанске дивизије из 5. оклопне армије сукобиле су се са елементима француских снага близу Фаида, главног пролаза из источног крака планина у приобалне равнице. Фредендал није одговорио на захтев Француза да пошаље појачања у облику тенкова из 1. оклопне дивизије и након очајног отпора, недовољно опремљени француски браниоци су прегажени. Организовано је неколико контранапада, укључујући и закаснели напад Борбене команде Б 1. америчке оклопне дивизије, али су све њих лако одбиле Арнимове снаге које су до тада створиле јаке одбрамбене положаје. Након три дана, савезничке снаге биле су присиљене да се повуку и повучене су у унутрашње равнице како би направиле нову одбрамбену линију у малом граду Сбеитла.

### Операција Пролећни Ветар
У операцији  Frühlingswind  (Пролећни ветар), Арним је 14. фебруара послао четири оклопне борбене групе на подручје Сиди Боу Зид-а, које је бранио 168. пук америчке 34. пешадијске дивизије и борбена команда А из 1. оклопне дивизије. Положај бранилаца био је слаб, са јединицама тако распршеним да нису биле у могућности да се међусобно подржавају. До 15. фебруара, борбена команда А је била озбиљно оштећена, остављајући пешадијске јединице изоловане на врховима брда. Борбена команда Ц је упућена ван путева да ослободи Сиди Боу Зид, али су их одбили са великим губицима. До вечери 15. фебруара три борбене групе Осовине биле су у могућности да крену ка Сбеитли, 32 km према северозападу. Потискујући остатке БК А и БК Ц, бојне групе осовине су се суочиле са борбеном командом Б испред Сбеитле. Уз помоћ ваздушне подршке, БК Б се одржала током дана. Међутим, ваздушна подршка није могла да се одржи и бранитељи Сбеитле су морали да се повуку, а град је напуштен до 17. фебруара.

### Операција Јутарњи Ваздух
На југу, у операцији "Morgenluft" (Јутарњи ваздух), борбена група италијанске Прве армије, састављена од остатака Афричког корпуса под командом Карла Буловиуса, напредовала је према Гафси у сумрак 15. фебруара да пронађе град напуштен, део повлачења да би се скратио фронт Савезника (са циљем да олакша реорганизацију и повлачење француског 19. корпуса како би се поново опремио). 2. амерички корпус повукао се на линију Дернаја-Касерински пролаз-Сбиба са 19. корпусом на левом боку који је напустио Источни Дорсал како би се ускладио с њима. До поподнева 17. фебруара, Ромелове трупе су окупирале Феријану и Телепте (око 24 km југозападно од Касерина), што је изазвало евакуацију аеродрома Телепте, главне ваздушне базе у јужном сектору британске Прве армије, ујутро 18. фебруара.

## Последице

### Офанзива Осовине на северу
Ромелове оклопне снаге нанеле су у фебруару 1943. још један пораз америчком 2. корпусу у бици за Касерински пролаз. 22. фебруара Ромел и Кеселринг, суочени са ојачавањем савезничке одбране и вестима да су водећи елементи Осме армије коначно стигли до Меденина, само неколико километара од линије Марет, одлучили су да прекину напад на северу Туниса и повуку се на југ ради подршке одбрани Марета, надајући се да је напад код Касерина изазвао довољно штете како би спречио било какву офанзивну акцију са запада. Снаге Осовине из Касерина стигле су на линију Марет 25. фебруара.

### Офанзива Осовине на југу
Дана 6. марта напад немачких оклопних дивизија на британску Осму армију одбијен је у бици код Меденина. Након битке Ромел је отишао у Немачку да захтева повлачење снага Осовине из Северне Африке, а за новог заповедника снага Осовине у Африци постављен је Ханс Јирген фон Арним.